# الأبجدية الإسبانية

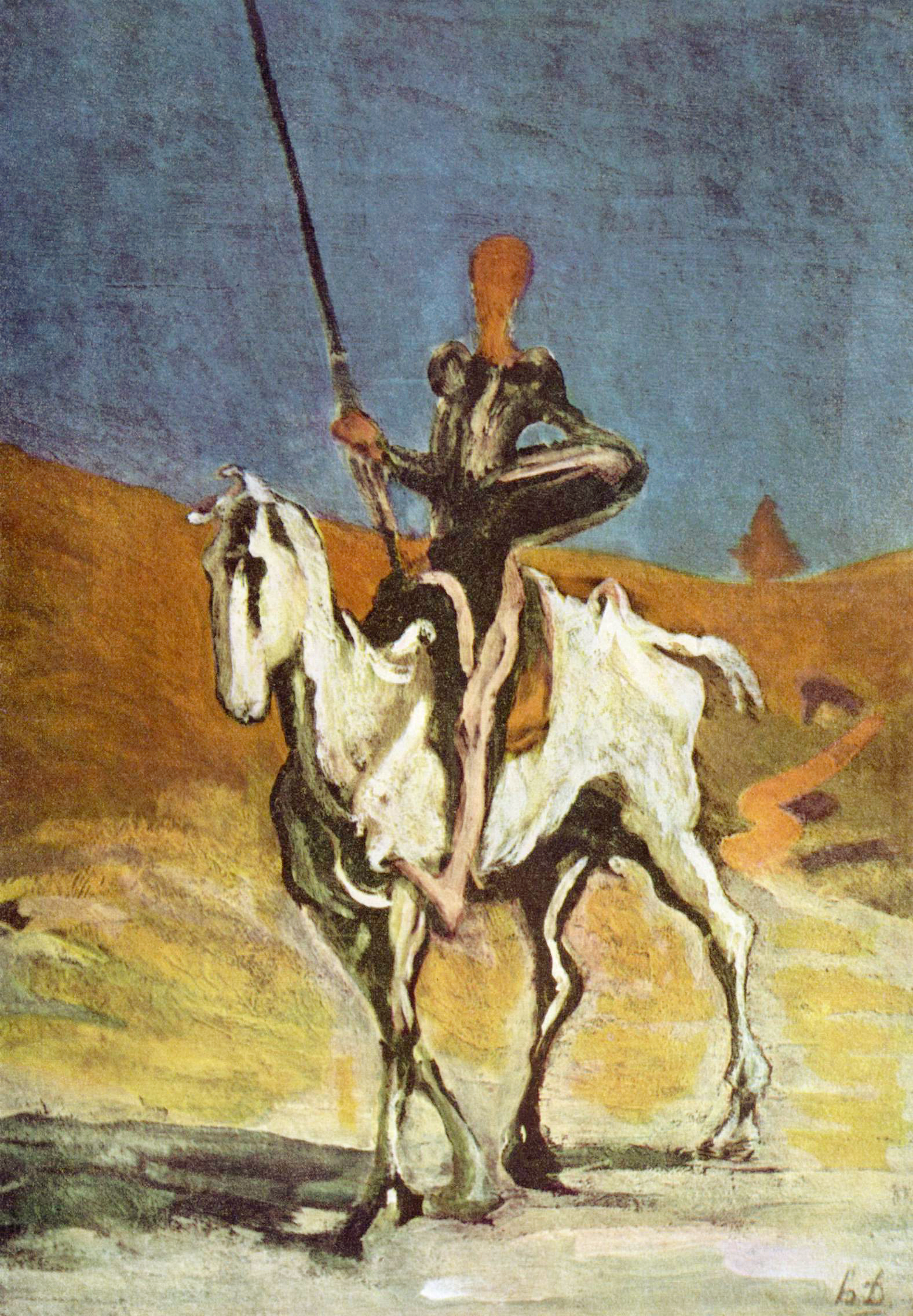

الأبجدية الإسبانية أو الإملاء الإسباني يستخدم في اللغة الإسبانية ويستعمل الأبجدية اللاتينية مع بعض الأحرف المطورة مثل Ñ.